# 大会人民党

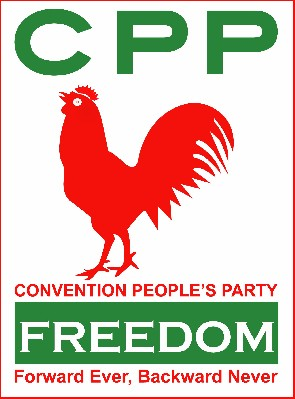
大会人民党标志

大会人民党（Convention People's Party, CPP）是加纳的一个恩克鲁玛主义政党。1949年6月，克瓦米·恩克鲁玛脱离联合黄金海岸大会后，建立该党。1960年—1966年，该党为加纳执政党和唯一合法政党，恩克鲁玛为加纳首任总统。1966年，约瑟夫·亚瑟·安克拉发动军事政变，推翻恩克鲁玛政府，并取缔该党。1996年1月29日，该党重建。该党是社会党国际的咨询党。